# Mutirikwe (řeka)
Mutirikwe dříve Mtilikwe (anglicky Mutirikwe River) je řeka v jihovýchodním Zimbabwe.

## Průběh toku
Ústí do řeky Runde. Jejím největším přítokem je Pokoteke.

## Využití
Na řece jsou dvě významné přehradní nádrže. Je to Mutirikwe, která je známá také jako významný mokřad a Bangala nedaleko Renca.